# Prežigal
Prežigal este o localitate din comuna Slovenske Konjice, Slovenia, cu o populație de 30 de locuitori.